# Třebonice
Třebonice (en allemand : Trebonitz) est un quartier pragois situé dans l'ouest de la capitale tchèque, appartenant à l'arrondissement de Prague 13, d'une superficie de 457,9 hectares est un quartier de Prague. En 2018, la population était de 504 habitants.
La ville est devenue une partie de Prague en 1974.